# Викарий из Брэя
Викарий из Брэя, также Брейский викарий, Брэйский викарий (англ. Vicar of Bray) — сатирический образ священника, постоянно меняющего свои убеждения, согласно изменению внешней ситуации, чтобы только остаться в духовном сане. В расширенном значении — типаж подобного человека. Со временем образ вошёл в поговорку и применяется в качестве характеристики предателя, приспособленца, человека без принципов.

## История выражения
Религиозные перевороты в Англии в 1533—1559 гг. и в 1633—1715 годы делали почти невозможными для любого человека последовательное исполнение религиозных требований государства. Одно из первых упоминаний о «викарии из Брэя» появилось в книге Томаса Фуллера (1662).
Сатирическая песня XVIII столетия (около 1720 г.) «Викарий из Брэя» описывает карьеру викария из деревни Брэй в Беркшире, который, следуя своим приспособленческим курсом, при смене монарха, в зависимости от предпочтений последнего, переходил из протестантизма в католичество и обратно, оставаясь викарием в период от Карла II до Георга I.
В конце XVIII века на слова баллады была сочинена музыка. В тот же период была сочинена сатирическая песня «Новый брэйский викарий», получившая известность в среде английских рабочих и ремесленников. В ней также высмеивается приспособленчество и продажность священнослужителя, но в более современных реалиях. Историю о брэйском викарии приводит также Никола де Шамфор: «Брейский кюре несколько раз переходил из католичества в протестантство и обратно. Когда его друзья удивились такому непостоянству, он заявил: „Это я-то непостоянен? Я склонен к измене? Ничего подобного! Мои убеждения всегда неизменны: я хочу оставаться брейским кюре“».
В 1841 году в честь викария был назван корабль. Одноимённая комическая опера, появившаяся в 1882 году, описывает более поздний период в истории XVIII столетия. Действие фильма «Викарий из Брэя» (1937) происходит в ирландском городе Брей (графство Уиклоу), показывая правление Карла I, гражданскую войну, Английскую республику, Протекторат и реставрацию Карла II. Роль викария сыграл Стэнли Холлоуэй. В картине викарий показан, как бескорыстный человек, который ставит впереди своих личных интересов интересы прихожан.

## В произведениях Фридриха Энгельса
В сентябре 1882 года Фридрих Энгельс написал и опубликовал свой перевод с английского языка на немецкий песни «Брейский викарий», который сопроводил критическим комментарием на злободневные события в политической жизни Германии. Относительно оригинала текста он выразился следующим образом: «Вышеприведённая песня, пожалуй, единственная политическая народная песня, которая в Англии сохраняла популярность в течение свыше ста шестидесяти лет. Она обязана этим в значительной мере также и своей превосходной мелодии, которую и теперь ещё распевают повсюду. Впрочем, и по отношению к нашим нынешним германским условиям эта песня нисколько не устарела. Разница лишь в том, что мы, как полагается, ушли за это время вперёд. Бравому брейскому викарию приходилось менять личину только при каждой смене царствующих особ».

## Исторические прототипы
Несколько людей были предложены как прообразы для викария из Брэя.

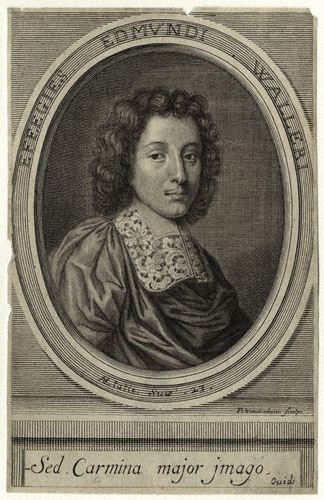
Эдмунд Уоллер — один из предполагаемых прообразов героя песни

Наиболее часто слова из песни обращены к монархам XVII столетия. Поэтому прототипом викария из Брэя предполагается Саймон Симондс, который был индепендентом при Протекторате, англиканским клерикалом при Карле II, католиком при Якове II и умеренным англиканцем при Уильяме и Мэри. Другой возможный кандидат — Фрэнсис Карсвелл, который похоронен в церкви Брэя, будучи викарием Брэя в течение 42 лет, умер в 1709 году, и жил в периоде, относящемся к песне. Среди прочих кандидатов Томас Барлоу (1607—1691), епископ Линкольна; Тимоти Брэй (1480—1539), аббат из деревни Heath (Дербишир); и Эдмунд Уоллер (1606—1687), поэт и политический деятель.

## Викарий из Брэя в науке
Научную гипотезу, объясняющую, почему половое размножение имеет преимущество перед бесполым, называют «гипотезой викария из Брэя».